# 두석장
두석장(豆錫匠)은 대한민국 경상남도 진주시 평거로126에 있다. 두석장은 목제품을 비롯한 각종 가구에 덧대는 금속장식을 만드는 일 및 그 일에 종사하는 장인을 말한다. 2005년 1월 13일 경상남도의 무형문화재 제31호로 지정되었다.

## 개요
전통가구에 부착되어 견고성과 멋을 내는 장석의 전통적제작기법을 잘 간직하고 있다.

## 보유자
| 구분   | 성명 (생년월일)     | 성별 | 기예능 | 주소               | 인정·해제일자                | 비고           |
| ------ | ------------------- | ---- | ------ | ------------------ | ---------------------------- | -------------- |
| 보유자 | 정한열 (1949.03.27) | 남   | 두석   | 경남 진주시 평거로 | 인정일자 미상 2019.6.22 해제 | 해제사유: 사망 |

## 참고 문헌
- 두석장 - 국가유산청 국가유산포털